# Gottolengo
Gottolengo és un municipi i comuna de la província de Brescia, a la Llombardia. El 2011 Gottolengo tenia una població de 5.368 habitants.